# Filip Ingebrigtsen
Filip Ingebrigtsen (ur. 20 kwietnia 1993 w Sandnes) – norweski lekkoatleta specjalizujący się w biegach średnich.
Bez sukcesów rywalizował podczas rozgrywanych w Tallinnie mistrzostw Europy juniorów do lat 19 (2011) oraz na światowym czempionacie juniorów w Barcelonie (2012). W 2013 odpadł w eliminacjach biegu na 800 metrów oraz awansował do finału biegu na 1500 metrów na młodzieżowych mistrzostwach Starego Kontynentu w Tampere.
Uczestnik mistrzostw Europy z Zurychu z 2014. Rok później na eliminacjach zakończył zmagania na halowych mistrzostwach Europy w Pradze. Złoty medalista mistrzostw Europy z Amsterdamu (2016) w biegu na 1500 metrów, w którym brązowy krążek zdobył jego starszy brat, Henrik. W tym samym roku zadebiutował na igrzyskach olimpijskich w Rio de Janeiro, a rok później wystąpił na halowych mistrzostwach Europy w Belgradzie. Brązowy medalista mistrzostw świata w Londynie (2017).
Wielokrotny medalista mistrzostw Norwegii w kategorii seniorów oraz juniorów oraz reprezentant kraju w europejskim czempionacie w biegach przełajowych.

## Osiągnięcia
| Rok  | Impreza                                   | Miejsce        | Konkurencja        | Pozycja     | Wynik    |
| ---- | ----------------------------------------- | -------------- | ------------------ | ----------- | -------- |
| 2011 | Młodzieżowe Europy juniorów               | Tallinn        | bieg na 800 m      | eliminacje  | 1:54,20  |
| 2012 | Młodzieżowe świata juniorów               | Barcelona      | bieg na 800 m      | eliminacje  | 1:50,74  |
| 2012 | Młodzieżowe świata juniorów               | Barcelona      | bieg na 1500 m     | 9. miejsce  | 3:46,54  |
| 2012 | Mistrzostwa Europy w biegach przełajowych | Budapeszt      | bieg juniorów      | 46. miejsce | 19:46    |
| 2013 | Młodzieżowe mistrzostwa Europy            | Tampere        | bieg na 800 m      | eliminacje  | 1:48,57  |
| 2013 | Młodzieżowe mistrzostwa Europy            | Tampere        | bieg na 1500 m     | 6. miejsce  | 3:45,48  |
| 2014 | Mistrzostwa Europy                        | Zurych         | bieg na 1500 m     | eliminacje  | 3:41,06  |
| 2015 | Halowe mistrzostwa Europy                 | Praga          | bieg na 1500 m     | eliminacje  | 3:50,15  |
| 2015 | Mistrzostwa Europy w biegach przełajowych | Hyères         | bieg młodzieżowców | 19. miejsce | 24:02    |
| 2016 | Mistrzostwa Europy                        | Amsterdam      | bieg na 1500 m     | 1. miejsce  | 3:46,65  |
| 2016 | Igrzyska olimpijskie                      | Rio de Janeiro | bieg na 1500 m     | –           | DQ       |
| 2017 | Halowe mistrzostwa Europy                 | Belgrad        | bieg na 1500 m     | eliminacje  | 3:51,25  |
| 2017 | Mistrzostwa świata                        | Londyn         | bieg na 1500 m     | 3. miejsce  | 3:34,53  |
| 2018 | Mistrzostwa Europy                        | Berlin         | bieg na 1500 m     | 12. miejsce | 3:41,66  |
| 2018 | Mistrzostwa Europy w biegach przełajowych | Tilburg        | bieg seniorów      | 1. miejsce  | 28:49    |
| 2019 | Halowe mistrzostwa Europy                 | Glasgow        | bieg na 1500 m     | eliminacje  | DQ       |
| 2019 | I liga drużynowych mistrzostw Europy      | Sandnes        | bieg na 5000 m     | 1. miejsce  | 13:37,09 |
| 2019 | Mistrzostwa świata                        | Doha           | bieg na 1500 m     | półfinał    | 3:37,00  |
| 2019 | Mistrzostwa świata                        | Doha           | bieg na 5000 m     | –           | DNF      |
| 2019 | Mistrzostwa Europy w biegach przełajowych | Lizbona        | bieg seniorów      | 12. miejsce | 30:57    |
| 2022 | Mistrzostwa Europy w biegach przełajowych | Turyn          | bieg seniorów      | –           | DNF      |
| 2024 | Mistrzostwa Europy w biegach przełajowych | Antalya        | bieg seniorów      | 20. miejsce | 22:59    |
| 2025 | Halowe mistrzostwa Europy                 | Apeldoorn      | bieg na 3000 m     | eliminacje  | 7:51,76  |

## Rekordy życiowe
- Bieg na 800 metrów (stadion) – 1:46,74 (2020)
- Bieg na 800 metrów (hala) – 1:49,56 (2020)
- Bieg na 1000 metrów – 2:16,46 (2020) rekord Norwegii
- Bieg na 1500 metrów (stadion) – 3:30,01 (2018) były rekord Norwegii
- Bieg na 1500 metrów (hala) – 3:36,32 (2020)
- Bieg na milę (stadion) – 3:49,60 (2019) rekord Norwegii
- Bieg na milę (hala) – 3:56,99 (2020) rekord Norwegii